# Ouragan Ismael
L'ouragan Ismael est un ouragan de la saison cyclonique 1995 dans l'océan Pacifique nord-est. Actif dans le nord du Mexique seulement du 12 septembre 1995 au 16 septembre 1995, les dégâts furent estimés à 26 millions de dollars US en 1995 et le bilan de 116 morts directes fut à déplorer. À la suite de ces dégâts, son nom a été retiré.